# 쿠라레 (회사)
쿠라레는 일본의 화학 회사이다.

## 역사
- 1926년 - 설립
- 1928년 - 레이온장섬유 국산화
- 1970년 - 현 명칭을 변경
- 2006년 - 현 CI를 변경